# Pseudopostega crepusculella
Pseudopostega crepusculella – gatunek motyla z rodziny Opostegidae i podrodziny Oposteginae.
Gatunek ten opisany został w 1839 roku przez Philippa Christopha Zeller jako Opostega crepusculella.
Motyl o rozpiętości skrzydeł od 8 do 10 mm. Głowa i nasada czułków białe, reszta czułków jasnobrunatny. Przednie skrzydła białe z jasnobrunatnym rysunkiem. Tylne skrzydła białawe do białobrunatnych. Odwłok szarobrunatny. Narządy rozrodcze samców o wąskiej walwie z wąskim wyrostkiem w części brzusznej, krótkiej brachioli, rozszerzonym dystalnie i spłaszczonym wierzchołkowo gnatosem i niewykształconej jukście. Samice mają wąskie wargi pokładełka z wąskim wcięciem między nimi.
Zasiedla tereny wilgotne z roślinnością zielną.
Gatunek palearktyczny, znany z Albanii, Austrii, Belgii, Bośni i Hercegowiny, Bułgarii, Chorwacji, Czech, Danii, Estonii, Finlandii, Francji, Grecji, Hiszpanii, Holandii, Irlandii, byłej Jugosławii, Litwy, Łotwy, Macedonii Północnej, Niemiec, Norwegii, Polski, Portugalii, Rumunii, Rosji (w tym Syberii), Słowacji, Szwecji, Szwajcarii, Węgier, Wielkiej Brytanii i Włoch.